# آرثر لويس داي
آرثر لويس داي (بالإنجليزية: Arthur Louis Day)‏ هو فيزيائي وجيولوجي أمريكي، ولد في 30 أكتوبر 1869 في Brookfield, Massachusetts ‏ في الولايات المتحدة، وتوفي في 2 مارس 1960 في بيثيسدا في الولايات المتحدة.

## وصلات خارجية
- آرثر لويس داي على موقع الموسوعة البريطانية (الإنجليزية)